# Lithops ruschiorum
Lithops ruschiorum es una especie de planta suculenta perteneciente a la familia  Aizoaceae. Es endémica de Namibia. Su hábitat natural son las áreas rocosas frías y desérticas. Es una especie en peligro de extinción por pérdida de hábitat. 

## Hábitat
Esta especie es conocida en 16-30 subpoblaciones con extensión de presencia en <30.000 kilómetros ². El tamaño de la población se cree que es de <20.000 y se cree que colectivamente está acusando cierta disminución de la población, aunque no se conoce la tasa de disminución. Actualmente se considera de Preocupación Menor, pero la población debe ser controlada. 

## Taxonomía
Lithops ruschiorum fue descrita por (Dinter & Schwantes) N.E.Br., y publicado en Gard. Chron. III, 79: 194 1926.
Etimología
Lithops: nombre genérico que deriva de las palabras griegas: "lithos" (piedra) y "ops" (forma).
ruschiorum: epíteto
Sinonimia
- Mesembryanthemum ruschiorum Dinter & Schwantes (1925) basónimo
- Lithops ruschiorum var. lineata (Nel) D.T.Cole
- Lithops lineata Nel (1947)
- Lithops ruschiorum var. nelii (Schwantes) de Boer & Boom
- Lithops nelii Schwantes (1939)
- Lithops pillansii L.Bolus (1929)[3]